# 에밀리오 콜롬보

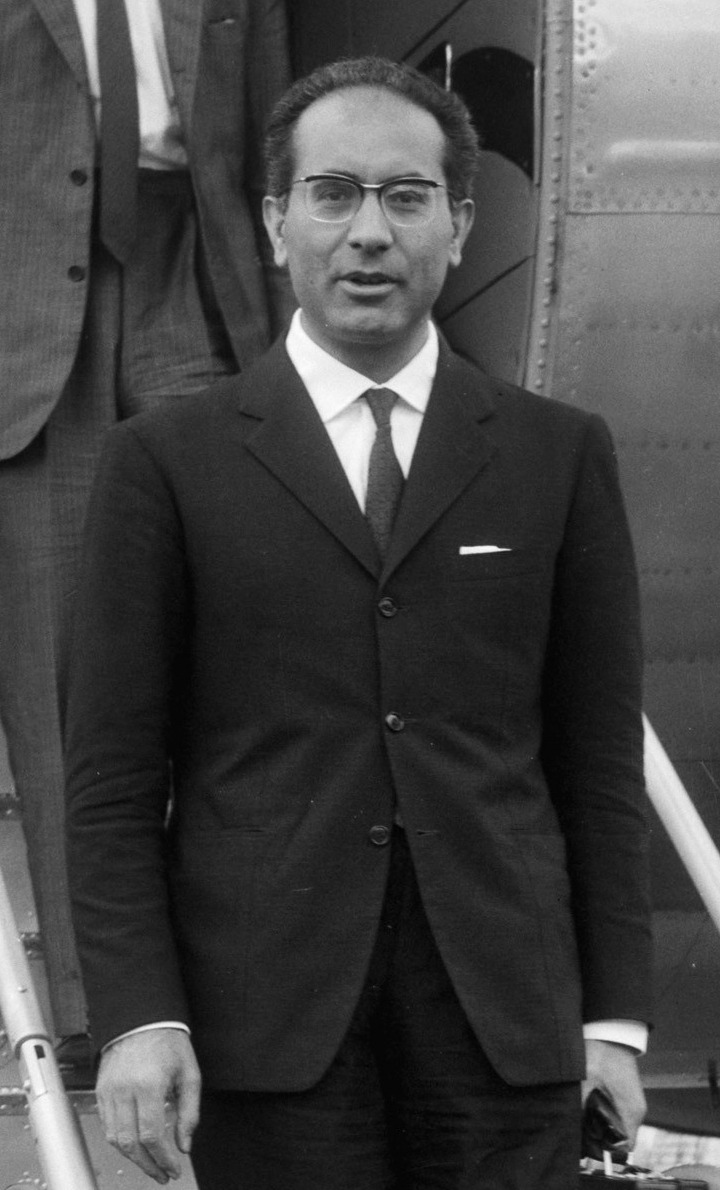
에밀리오 콜롬보

에밀리오 콜롬보(이탈리아어: Emilio Colombo, 1920년 4월 11일 바실리카타주 포텐차 ~ 2013년 6월 24일 라치오주 로마)는 이탈리아의 정치인이다. 소속 정당은 기독교민주당이다.

## 생애
법학과 출신이며 1948년에 기독교민주당에 입당했다. 1970년 8월 6일부터 1972년 2월 17일까지 이탈리아의 총리를 역임했고 1977년부터 1979년까지 유럽 의회 의장을 역임했다.
이탈리아 외무부 장관을 2차례(1980년 4월 4일 ~ 1983년 8월 4일, 1992년 8월 1일 ~ 1993년 4월 28일) 역임했으며 2003년 2월 4일부터 2013년 6월 24일까지 카를로 아첼리오 참피 대통령이 임명한 이탈리아 상원 종신직 의원을 역임했다.